# 贝壳杉
贝壳杉又稱菲律賓貝殼杉，是贝壳杉属下的一个物种，原產於摩鹿加群島和菲律賓。

## 形态
常绿大乔木；树皮厚，带红灰色。矩圆状披针形或椭圆形革质的叶片，边缘增厚，反曲或微反曲，前端通常为钝圆形。近球形或宽卵圆形的球果，苞鳞前端增厚而反曲；倒卵圆形种子，一侧有膜质翅。

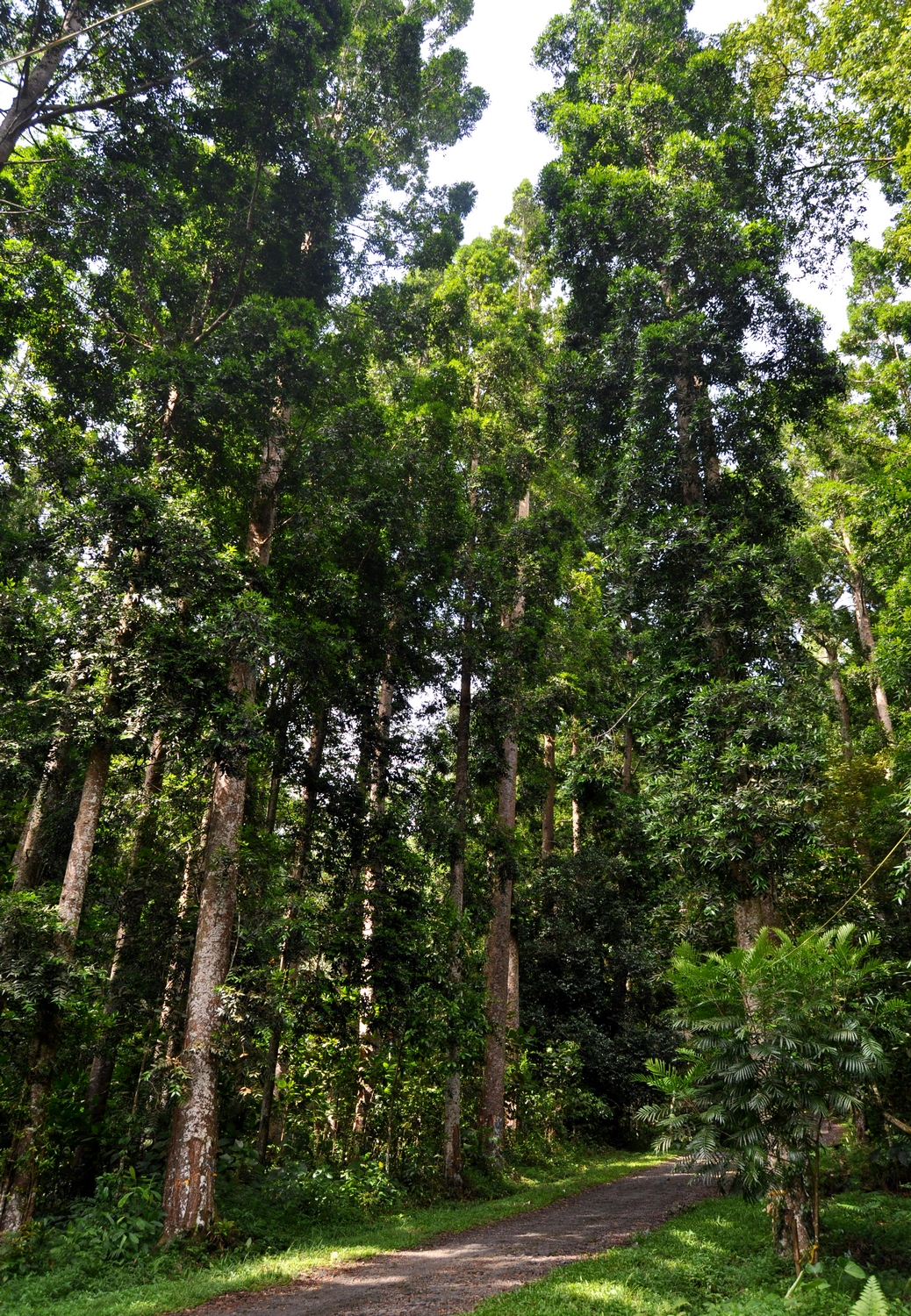
植株
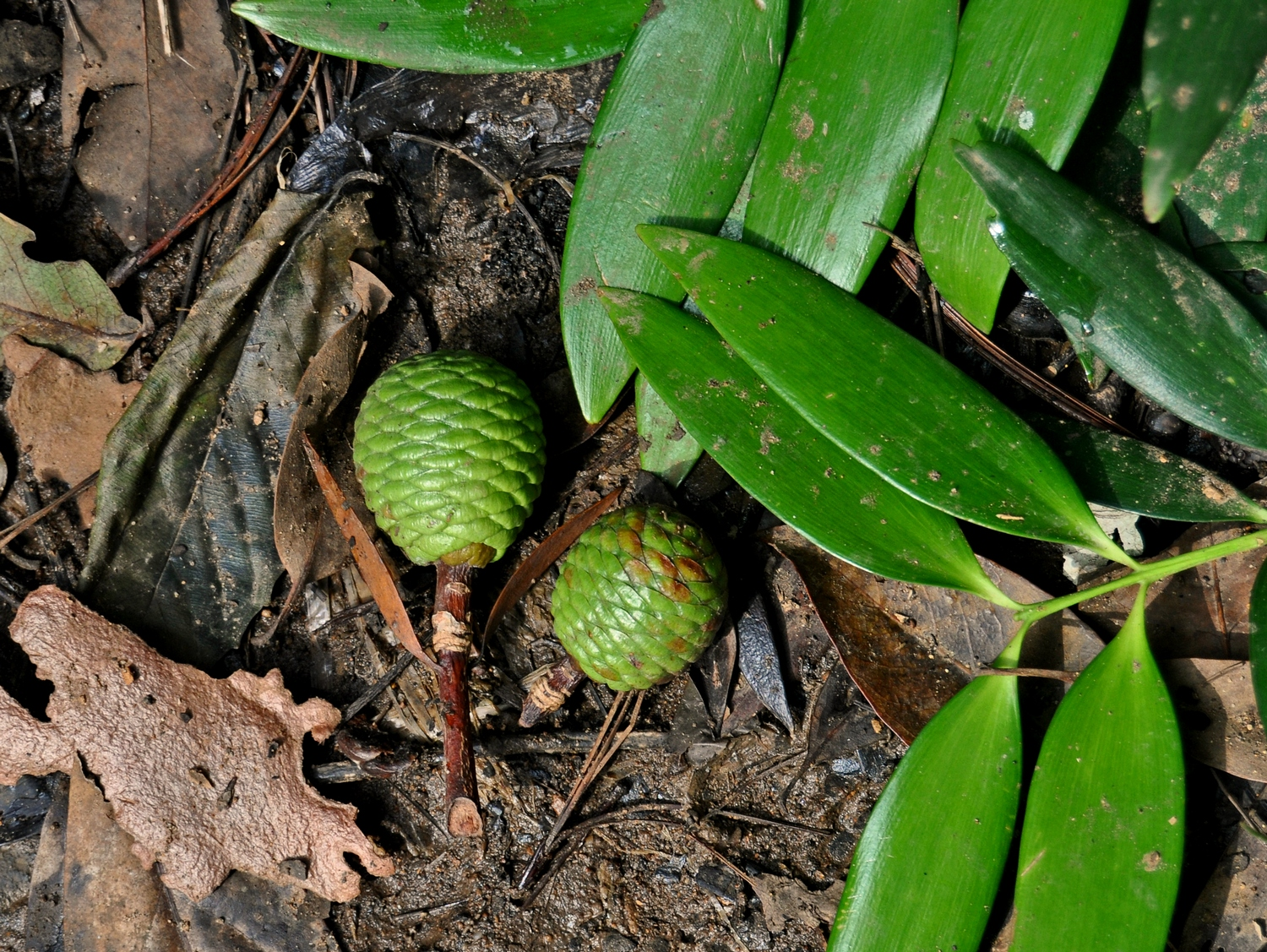
毬果、葉
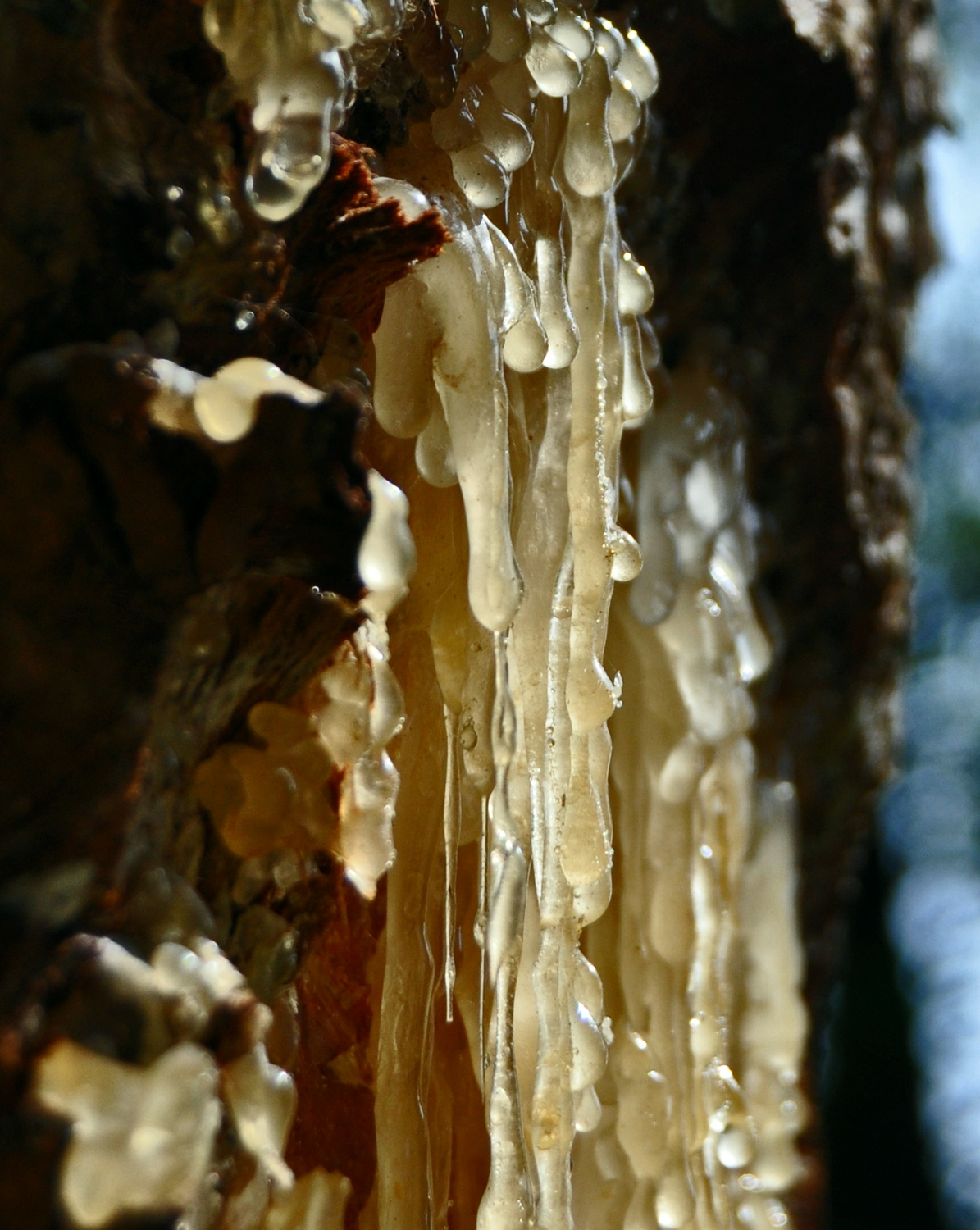
樹脂
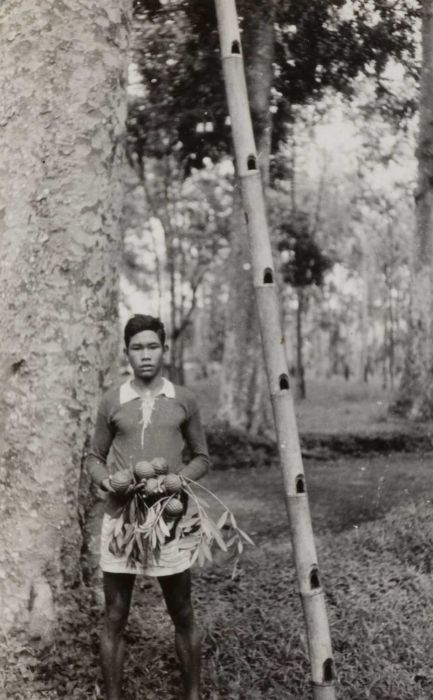
採集果實
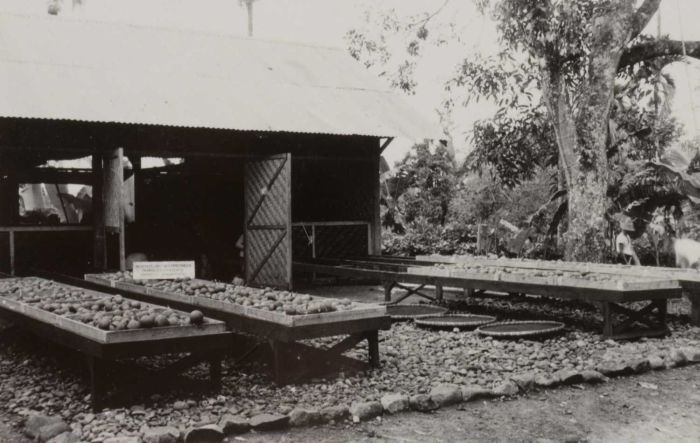
曬乾果實
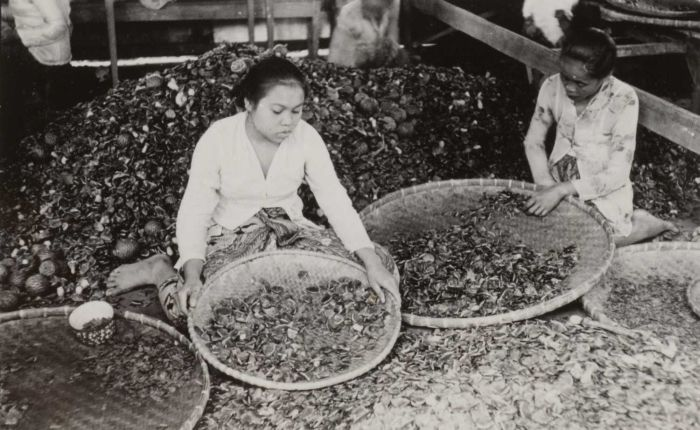
篩選果實
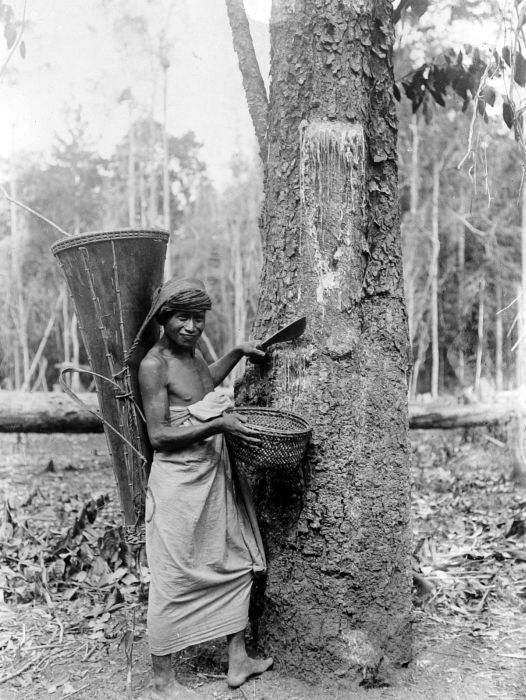
採集柯巴脂

## 外部連結
- Agathis dammara at the Gymnosperm Database. （英文）
- Agathis dammara （英文）